# Zhang Ze
Dit is een Chinese naam; de familienaam is Zhang.
Zhang Ze (Nanjing, 4 juli 1990) is een Chinese tennisspeler. Hij heeft nog geen ATP-toernooi gewonnen, wel deed hij al mee aan grandslamtoernooien. Hij heeft twee challengers in het enkelspel en elf challengers in het dubbelspel op zijn naam staan.

## Palmares

### Enkelspel
| Legenda                       | Legenda               |
| ----------------------------- | --------------------- |
| Grand Slam                    |                       |
| Olympische Spelen             |                       |
| tot 2009                      | vanaf 2009            |
| Tennis Masters Cup            | ATP Finals            |
| ATP Masters Series            | ATP Tour Masters 1000 |
| ATP International Series Gold | ATP Tour 500          |
| ATP International Series      | ATP Tour 250          |

| Nr.                  | Datum            | Toernooi      | Ondergrond    | Tegenstander in finale | Score         |
| -------------------- | ---------------- | ------------- | ------------- | ---------------------- | ------------- |
| Gewonnen challengers |                  |               |               |                        |               |
| 1.                   | 12 februari 2017 | San Francisco | Hardcourt (I) | Vasek Pospisil         | 7-5, 3-6, 6-2 |
| 2.                   | 5 augustus 2018  | Chengdu       | Hardcourt     | Henri Laaksonen        | 2-6, 5-2, r   |

### Dubbelspel
| Nr.                              | Datum             | Toernooi     | Ondergrond | Partner     | Tegenstanders in finale              | Score             |
| -------------------------------- | ----------------- | ------------ | ---------- | ----------- | ------------------------------------ | ----------------- |
| Gewonnen challengers herendubbel |                   |              |            |             |                                      |                   |
| 1.                               | 7 augustus 2016   | Chengdu      | Hardcourt  | Gong Maoxin | Gao Xin Li Zhe                       | 6-3, 4-6, [13-11] |
| 2.                               | 12 maart 2017     | Zhuhai       | Hardcourt  | Gong Maoxin | Ruan Roelofse Yi Chu-huan            | 6-3, 7-64         |
| 3.                               | 22 april 2018     | Nanchang     | Gravel (I) | Gong Maoxin | Ruben Gonzales Christopher Rungkat   | 3-6, 7-67, [10-7] |
| 4.                               | 8 juli 2018       | Recanati     | Hardcourt  | Gong Maoxin | Gonzalo Escobar Fernando Romboli     | 2-6, 7-65, [10-8] |
| 5.                               | 5 augustus 2018   | Chengdu      | Hardcourt  | Gong Maoxin | Michail Jelgin Yaraslav Shyla        | 6-4, 6-4          |
| 6.                               | 9 september 2018  | Zhangjiagang | Hardcourt  | Gong Maoxin | Bradley Mousley Akira Santillan      | W/O               |
| 7.                               | 16 september 2018 | Shanghai     | Hardcourt  | Gong Maoxin | Hua Runhao Zhang Zhizhen             | 6-4, 3-6, [10-4]  |
| 8.                               | 21 oktober 2018   | Ningbo       | Hardcourt  | Gong Maoxin | Hsieh Cheng-peng Christopher Rungkat | 7-5, 2-6, [10-5]  |
| 9.                               | 28 oktober 2018   | Liuzhou      | Hardcourt  | Gong Maoxin | Hsieh Cheng-peng Christopher Rungkat | 6-3, 2-6, [10-3]  |
| 10.                              | 17 februari 2019  | Bangkok      | Hardcourt  | Gong Maoxin | Hsieh Cheng-peng Christopher Rungkat | 6-4, 6-4          |
| 11.                              | 10 maart 2019     | Zhuhai       | Hardcourt  | Gong Maoxin | Max Purcell Luke Saville             | 6-4, 6-4          |

## Resultaten grote toernooien
| Legenda | Legenda                          |
| ------- | -------------------------------- |
| g.t.    | geen toernooi gehouden           |
| l.c.    | lagere categorie                 |
| –       | niet deelgenomen                 |
| G       | uitgeschakeld in de groepsfase   |
| 1R      | uitgeschakeld in de eerste ronde |
| 2R      | uitgeschakeld in de tweede ronde |
| 3R      | uitgeschakeld in de derde ronde  |
| 4R      | uitgeschakeld in de vierde ronde |
| KF      | uitgeschakeld in de kwartfinale  |
| HF      | uitgeschakeld in de halve finale |
| F       | de finale verloren               |
| W       | het toernooi gewonnen            |
| w-v     | winst/verlies-balans             |

### Enkelspel
| Grandslamtoernooien   |      |      |     |      |      |      |     |      |      |      |
| Australian Open       | –    | –    | –   | –    | 1R   | 1R   | –   | –    | –    | –    |
| Roland Garros         | –    | –    | –   | –    | –    | –    | –   | –    | –    | –    |
| Wimbledon             | –    | –    | –   | –    | –    | –    | –   | –    | –    | –    |
| US Open               | –    | –    | –   | –    | –    | –    | –   | –    | –    | –    |
| ATP World Tour Finals |      |      |     |      |      |      |     |      |      |      |
| ATP World Tour Finals | –    | –    | –   | –    | –    | –    | –   | –    | –    |      |
| ATP Masters 1000      |      |      |     |      |      |      |     |      |      |      |
| Indian Wells          | –    | –    | –   | –    | –    | –    | –   | –    | –    | –    |
| Miami                 | –    | –    | –   | –    | –    | –    | –   | –    | –    | –    |
| Monte Carlo           | –    | –    | –   | –    | –    | –    | –   | –    | –    | –    |
| Madrid                | –    | –    | –   | –    | –    | –    | –   | –    | –    | –    |
| Rome                  | –    | –    | –   | –    | –    | –    | –   | –    | –    | –    |
| Montreal/Toronto      | –    | –    | –   | –    | –    | –    | –   | –    | –    | –    |
| Cincinnati            | –    | –    | –   | –    | –    | –    | –   | –    | –    | –    |
| Shanghai              | 1R   | 1R   | 1R  | 1R   | 1R   | 1R   | 1R  | 1R   | 1R   | 1R   |
| Parijs                | –    | –    | –   | –    | –    | –    | –   | –    | –    |      |
| Olympische Spelen     |      |      |     |      |      |      |     |      |      |      |
| Olympische Spelen     | g.t. | g.t. | –   | g.t. | g.t. | g.t. | –   | g.t. | g.t. | g.t. |
| Statistieken          |      |      |     |      |      |      |     |      |      |      |
| Totaal aantal titels  | 0    | 0    | 0   | 0    | 0    | 0    | 0   | 0    | 0    | 0    |
| Eindejaarsranking     | 312  | 290  | 158 | 252  | 183  | 189  | 202 | 194  | 220  |      |

### Mannendubbelspel
| Grandslamtoernooien  |      |      |     |      |      |      |     |      |      |      |
| Australian Open      | –    | –    | –   | –    | –    | 1R   | –   | –    | –    | 2R   |
| Roland Garros        | –    | –    | –   | –    | –    | –    | –   | –    | –    | –    |
| Wimbledon            | –    | –    | –   | –    | –    | –    | –   | –    | –    | –    |
| US Open              | –    | –    | –   | –    | –    | –    | –   | –    | –    | –    |
| ATP Finals           |      |      |     |      |      |      |     |      |      |      |
| ATP Finals           | –    | –    | –   | –    | –    | –    | –   | –    | –    |      |
| ATP Masters 1000     |      |      |     |      |      |      |     |      |      |      |
| Indian Wells         | –    | –    | –   | –    | –    | –    | –   | –    | –    | –    |
| Miami                | –    | –    | –   | –    | –    | –    | –   | –    | –    | –    |
| Monte Carlo          | –    | –    | –   | –    | –    | –    | –   | –    | –    | –    |
| Madrid               | –    | –    | –   | –    | –    | –    | –   | –    | –    | –    |
| Rome                 | –    | –    | –   | –    | –    | –    | –   | –    | –    | –    |
| Montreal/Toronto     | –    | –    | –   | –    | –    | –    | –   | –    | –    | –    |
| Cincinnati           | –    | –    | –   | –    | –    | –    | –   | –    | –    | –    |
| Shanghai             | 1R   | 1R   | 1R  | 2R   | 1R   | 1R   | 1R  | 1R   | 1R   | 1R   |
| Parijs               | –    | –    | –   | –    | –    | –    | –   | –    | –    |      |
| Olympische Spelen    |      |      |     |      |      |      |     |      |      |      |
| Olympische Spelen    | g.t. | g.t. | –   | g.t. | g.t. | g.t. | –   | g.t. | g.t. | g.t. |
| Statistieken         |      |      |     |      |      |      |     |      |      |      |
| Totaal aantal titels | 0    | 0    | 0   | 0    | 0    | 0    | 0   | 0    | 0    | 0    |
| Eindejaarsranking    | 355  | 464  | 460 | 278  | 397  | 394  | 131 | 199  | 97   |      |